# نیهو، لوفنگ، گوانگدونگ
نیهو، لوفنگ، گوانگدونگ (به لاتین: Neihu) یک شهرک در جمهوری خلق چین است که در لوفنگ، گوانگ‌دونگ واقع شده‌است.